# Darshana (philosophie indienne)
Darshana (en sanskrit IAST : darśana ; devanāgarī : दर्शन) signifie  vue, vision, aspect, en philosophie : méthode, point de vue doctrinal, école de pensée, système philosophique, doctrine de salut. Ainsi darshana désigne une école philosophico-religieuse,. Selon Halbfass, « les doctrines et systèmes présentés par les doxographies comme des darshana montrent des parallèles clairs et distincts avec ce que l’on nomme philosophie en occident. Ce sont des « visions du monde » systématisées et axées sur la théorie et elles excluent plus ou moins les matières de la pratique religieuse ». Dans la plupart des langues indiennes modernes, darshana est employé pour « philosophie ».
L'ensemble des six points de vue doctrinaux orthodoxes de l'hindouisme s'appelle : ṣaḍdarśana. En général, ils sont groupés par deux, par affinité: Nyāya et Vaiśeṣika, Sāṃkhya et Yoga, de même que Mīmāṃsā et Vedānta. Cette classification est relativement tardive. Au XIVe siècle, Mâdhava en décrivait 16, dont la grammaire et l'alchimie, dans sa doxographie : le Sarva-darshana-samgraha. Les principaux systèmes qui, selon le vedanta, ne sont pas orthodoxes (āstika) sont le Cārvāka, les Ājīvika, le Jaïnisme et le Bouddhisme. Selon le jainisme, seuls les matérialistes (Cārvāka) ne sont pas āstika au sens où ils ne croient pas en un au-delà. Le terme nāstika (non āstika) est par ailleurs l'un des synonymes de Cārvāka. Les darshana brahmaniques ne sont pas seulement philosophiques, mais aussi religieux, précisément parce qu'ils sont brahmaniques et visent à une connaissance salvatrice.
Le terme darśana a aussi une autre signification ; celle de la vision d'une image auspicieuse, c'est-à-dire de la vision de l'image d'un dieu de l'hindouisme ou de la statue de dieu dans la maison du croyant comme au temple. Dans ce sens, le darshana fait partie de la puja. C'est la vision de la murti.

## Doxographies des différents systèmes
Ce sont surtout les jainas et les advaitavedantins, qui prétendaient inclure et compléter les autres systèmes, qui ont composé de telles doxographies. Celles-ci décrivaient soit tous (sarva) les systèmes, soit six d'entre eux, le yoga et le vedanta étant souvent omis. « Un groupement de six (ou sept) darśana comportant le bouddhisme, le jaïnisme, le matérialisme, le Nyāya et le Vaiśeṣika, le Sāṃkhya, la Mīmāmsā, est bien plus fréquent que le complexe des six darśana « orthodoxes », en particulier chez les doxographes jaina, mais pas seulement chez eux. ». C’est notamment le cas de la doxographie de Haribhadra, l'une des plus anciennes qui nous soit parvenue. 
- Le Compendium des six philosophies (Ṣaḍdarśanasamuccaya, VIIIe siècle) de Haribhadra décrit d’abord ces six systèmes, sauf les matérialistes, puis explique que certains considèrent les Nyāya et Vaiśeṣika comme un seul système, afin d'exposer finalement celui des matérialistes[3]. Selon lui, seul le système de ces derniers est nāstika, ‘non-āstika’, c’est-à-dire, selon son commentateur Maṇibhadra, "ne croyant pas à l’existence (asti, ‘il est’) d’un au-delà (para-loka), de la réincarnation (gati), de la vertu (puṇya) et du vice (pāpa)". Il n’entend donc par āstika ni l’orthodoxie par rapport aux systèmes brahmaniques, ni l’existence en un dieu créateur, comme l’entendent certains[10]. Les écoles sont distinguées : - par leur divinité (devatā), même si celle-ci n’est que tutélaire, comme le bouddha et le jina, ou absente, comme pour le sāṃkhya et la mīmāṃsā, le Nyaya et le vaiśeṣika étant considérés comme shivaïtes, - par leurs tattvas ou principes fondamentaux, réalités ultimes. - par leur épistémologie, notamment le nombre de pramanas, de modes connaissance (perception, inférence, paroles de personnes ayant autorité, etc.), qu’ils reconnaissent[3].
- Le roman tamoul Manimekhalai (plus ancien encore: VIe siècle)[11] qui raconte la conversion d’une courtisane au bouddhisme n’est pas à proprement parler une doxographie, mais la courtisane rencontre les adeptes de plusieurs philosophies et religions, qui lui décrivent leurs doctrines : un shivaïte, un adorateur de Brahmā, un vishnouite, un représentant du védisme, un ajivika, un jaïn, un samkhya, un vaisheshika et un matérialiste.
- Les 16 systèmes décrits par Mādhava dans son Sarva-darshana-samgraha (IAST : Sarvadarśanasaṃgraha, 'Compendium de tous les systèmes philosophiques', XIVe s.) sont : I. le Charvaka, II. le Bouddhisme, III. le Jaïnisme, IV.    le vishishtadvaita de Ramanuja, V.  le dvaita de Madhva (nommé Pūrṇa-prajña), VI. le Nakulīśa-Pāśupata, VII. le Śaiva (shivaïsme selon les agamas), VIII. le shivaïsme du cachemire( Pratyabhijñā) de Vasugupta et d’Abhinavagupta, IX. l’alchimie, Raseśvara, X. le Vaiśeṣika, XI. le Nyāya, XII. la mīmāṃsā, XIII. la grammaire pāṇinéenne, XIV. le Sāṃkhya, XV. le Yoga, XVI. le Vedānta d’Adi Shankara. Ces systèmes sont présentés hiérarchiquement, du pire au meilleur, selon le système Advaïta védanta.

## Les six points de vue de la philosophie indienne āstika
Ces six points de vue doctrinaux orthodoxes de l'hindouisme constituent le système brahmanique de la Philosophie indienne, pour lequel le terme āstika prend le sens de « qui reconnaît l'autorité des Veda », bien que cette reconnaissance soit très relative pour certains de ces points de vue. Selon Michel Angot, « Le mot darśana n'a jamais été employé au sein de ces écoles quand elles étaient vivantes, et jamais non plus leurs adeptes ont pensé qu'il y en avait six ! Malheureusement, ce classement a été adopté par les maîtres indiens aux XIXe et XXe siècles et chacun disserte aujourd'hui sur eux. Le ṣaḍdarśana considéré comme Six Systems of Indian Philosophy (titre d'un ouvrage de Max Müller, 1900) hante les manuels consacrés à l'hindouisme : pourtant c'est un fait qui appartient à l'hindouisme contemporain et n'a aucune réalité ancienne ». Ces points de vue sont représentés par des écoles principales qui sont :
- le Nyāya est le point de vue logique, dont la méthode est la dialectique, Celui-ci se base sur le Nyāya Sūtra de Akṣapāda Gautama ;

- le Vaiśeṣika est le point de vue de la 'distinction', de la 'particularité' ou du 'discriminatif' (vishesha), grâce auquel le monde peut être analysé selon 6 (puis 7) catégories. Ce point de vue se base sur le Vaiśeṣika-Sūtra attribué à Kaṇāda ;

- le Sāṃkhya est le point de vue psycho-cosmologique, dont la méthode est la spéculation intellectuelle. Le texte de base de cette doctrine est la Samkhya Karika ;
- le Yoga ou le Sāṃkhya-Yoga est le point de vue psychologique ou psychique de l'identification qui est lié à la perception et à l'intuition du monde subtil et dont la méthode est le contrôle du mental, des sens et des facultés internes. Ce point de vue est exposé dans les Yoga Sūtra de Patañjali[14] ;

- la Mīmāṃsā est le point de vue théologique et herméneutique de la réflexion, dont la méthode est l'étude et la recherche dans les Écritures sacrées et de la révélation. Ce point de vue ou école de Jaimini se base sur le Mīmāṃsā Sūtra composé entre -300 et -100 avant notre ère ;

- le Vedānta est le point de vue métaphysique, dont la méthode est la spéculation abstraite. Ce point de vue se base sur les Upaniṣad, la Bhagavadgītā et le Brahma Sūtra[15]. Il admet la maya: l'illusion et la non-dualité comme principes et est très répandu en Inde[16].

## Les autres systèmes philosophiques
Voir Les différentes écoles nāstika

### Sources primaires
- Haribhadra : Ṣaḍ-darśana Samuccaya. A Compendium of Six Philosophies. Traduit par Satchidananda Murty. Eastern Book Linkers, Delhi, 1957 (2e éd. 1986).
- Mâdhava Âchârya, Sarvadarśana-saṃgraha. Traduction par E. B. Cowell and A. E. Gough, 1904.
- Agrawal, Madan Mohan (2002), The Sarva-Darśana-Saṃgraha of Mādhavācārya with English Translation, Transliteration and Indices. Delhi: Chaukhamba Sanskrit Pratishthan.
- Manimekhalaï ou le scandale de la vertu du prince Shattam. Traduit du tamoul ancien et préfacé par Alain Daniélou avec le concours de T. V. Iyer. Les Cahiers du Mleccha, Ed. Kailash, 2008.

### Sources secondaires
- Gerdi Gerschheimer : « Conférence de M. Gerdi Gerschheimer : Systèmes « philosophico-religieux » (darśana) indiens et doxographies ». In : École pratique des hautes études, Section des sciences religieuses. Annuaire. Tome 109, 2000-2001. 2000. p. 173-189.
- N. Ramacandra Bhatt : La religion de Siva, 2000, Ed. Agama,  (ISBN 2911166094)
- Wilhelm Halbfass : « Observations on darśana », in : WZKS, 23(1979), p. 195-203.
- Prem Pahlajrai : « Doxographies - Why six darśanas? Which six? » 2004. Asian Studies Graduate Student Colloquium.
- “Doxography and Boundary-Formation in Late Medieval India”, Andrew J. Nicholson. In: World View and Theory in Indian Philosophy. Ed. Piotr Balcerowicz. Manohar, 2012, pp. 103-118
- Louis Renou et Jean Filliozat: L’Inde classique : manuel des études indiennes, Tome II avec le concours de Paul Demiéville, Olivier Lacombe [et] Pierre Meile, Paris : Imprimerie Nationale, 1953
- Wilhelm Halbfass : India and Europe : an essay in understanding. Albany, NY : State Univ. of New York Pr., 1988